# الرجل المثالي (فلم 2015)
الرجل المثالي (بالإنجليزية: The Perfect Guy) هو فيلم إثارة تم إنتاجه في الولايات المتحدة وصدر في سنة 2015. من بطولة سانا لاثان وموريس كستنائي ومايكل ايلاي.

## القصة
امرأة في العقد الرابع من عمرها (ليّا) تعيش حياة مثالية مع حبيبها الذي تواعده منذ سنتين تقرر بعد ذلك أن تطلب منه أنه حان الوقت أن ينجبوا طفلا لكنه يخبرها أنه غير مستعد فتطلب منه الرحيل عنها لأنها سئمت من مواعدة الرجال الغير جادين في تكوين عائلة، تجري الأحداث بعد ذلك فتتفق على مقابلة إحدى صديقاتها في بار فيأتي رجل يضايقها فينقذ الموقف كارتر الذي لم تكن تعرفه سوى أنها قابلته مرة في مقهى يقودهما الحديث إلى سؤاله عن ان كان هناك رجل في حياتها فتجيبه بالنفي يتبادلان أرقامهما لتستمر مقابلاتهما بعد ذلك يسحرها كارتر بأسلوبه في التعامل خصوصا عندما كسب رضا والديها بشكل لا مثيل له لكن ترى بعد ذلك منه تصرف يجعلها تخشى من تمضية حياتها معه فتطلب منه تركها وعدم مقابلتها بعد ذلك لكنه يرفض ويصر على أن لا يرتبط بها أحد غيره تعجز الشرطة عن مساعدتها في ظل غياب أدلة حسية على أنه يضايقها لتقرر بعد ذلك الأخذ بنصيحة صديق ومواجهته لإبعاده من حياتها.

## الممثلون والشخصيات
- سانا لاثان (بدور: ليّا)
- موريس كستنائي (بدور: ديڤ)
- مايكل ايلاي (بدور: كارتر)

## الميزانية والإيرادات
بلغت تكلفة إنتاج الفيلم حوالي 12 مليون دولار بينما حقق أرباحا تقدر بـ 29.5 مليون دولار.

## وصلات خارجية
- مقالات تستعمل روابط فنية بلا صلة مع ويكي بيانات